# Вук Караджич
Вук Стефанович Караджич (на сръбски: Вук Стефановић Караџић или Vuk Stefanović Karadžić) (7 ноември 1787 - 7 февруари 1864) е сръбски езиковед, реформатор и кодификатор на съвременния сръбски език.
С цел успешното въвеждане на (източно)херцеговинското наречие за официална езикова и литературна норма във възникналото от територията на Белградския пашалък Княжество Сърбия, Вук Караджич изобретява и специална собствена азбука за употребата му, наречена сръбска кирилица, а впоследствие и аналогичната ѝ сръбска латиница.

## Биография
Вук Караджич е роден в село Тършич, близо до Лозница в Османската империя. Понеже в семейството му децата измирали, родителите му дали име, което значи на сръбски „вълк“, което, според народното поверие, предпазва от зли вещици.
Вук Караджич се научил да чете и пише от свой роднина, който бил единственият грамотен човек в района. Образованието си продължил в Лозница, а по-късно в манастира Троноша. Понеже в манастира не го учели, а го карали да пасе добитъка, баща му го върнал у дома. Не успява да се запише в гимназията в Карловац, затова учи в Петрине. По-късно заминава за Белград, за да се срещне с просветителя Доситей Обрадович, когото много почитал. Обаче той не го посреща добре и Вук, разочарован, заминава за Ядар и започва да работи като писар. Когато в Белград бива открита т.нар Велика школа, Вук Караджич се записва в нея. Скоро след това обаче се разболява и заминава за Пеща на лечение. По-късно става начален учител в Белград и служител в администрацията, изградена от въстаниците.
След неуспеха на Първото сръбско въстание Вук Караджич емигрира във Виена. Там се запознава с Ерней Копитар, който го насочва към написването на речник и граматика на сръбския език и към събиране на народни умотворения. Вук Караджич започва своята работа върху реформата на сръбския език и правопис и за въвеждане на народния език в литературата. Обаче сръбският княз Милош Обренович забранява на Вук Караджич да издава книги в Сърбия, поради което е принуден да прави това в Австрия. Въпреки големите затруднения, Вук Караджич успява да си издейства помощ от Русия, откъдето през 1826 г. получава и постоянна пенсия.
От децата на Вук Караджич остава жива само дъщеря му Мина Караджич. Вук почива във Виена, но теленните му останки са пренесени през 1897 г. в съборната църква в Белград и са погребани до тези на Доситей Обрадович.

## Делото на Вук Караджич
Вук Караджич реформира сръбския книжовен език и въвежда съвременната сръбска азбука, като следва стриктно фонематичния принцип (често наричан разговорно фонетичен).

### Езикова реформа
До началото на 19 век сърбите използват като книжовен език различни редакции на църковнославянския език, като през 18 век се налага руският църковнославянски, изместен в началото на 19 век от т.нар. славяносръбски език, който представлява смесица от руски църковнославянски, западнобългарско наречие и народен сръбски.
Още през 18 век на т.нар. народен сръбски пише проповедникът Гаврил Стефанович Венцлович, чиито беседи, проповеди и преводи обаче не са печатани, поради което приносът му не става популярен.
Вук Караджич пръв издава печатни книги на народен сръбски (т.е. на ерцеговински говор), без църковнославянски примеси. Той възприема за основа на новия книжовен сръбски език източнохерцеговския щокавски диалект. През 1814 г. Издава първата граматика на сръбския народен език, озаглавена Писменица сербскога іезика. Тогава Вук Караджич все още използва азбуката на Сава Мъркаль, която представлява революционно опростена за времето си сръбска кирилица, от която са изхвърлени от употреба всички букви, означаващи звукове, несъществуващи в сръбския език.
За потвърждение на своите схващания, отразени в Писменицата, Вук Караджич събира и издава сборник с народни песни. Същевременно работи и над своя речник на народния сръбски език, като затова много му помага и Йерней Копитар. През 1818 г. Вук Караджич издава Српски рјечник, съдържащ 27 000 народни думи, преведени на немски и латински с помощта на Копитар. В предговора към речника е поместена редактираната граматика на сръбския език. Речникът на Вук Караджич е първата книга, отпечатана с реформираната сръбска кирилица.
Усилията на Вук Караджич за езикова и правописна реформа обаче срещат силна съпротива в лицето на сръбската църква, начело с митрополит Стеван Стратимирович, както и почти всички сръбски книжовници, от които най-отявлен противник на Вук Караджич е Милован Видакович, който използвал в своя защита дори помощта на чешкия славист Йозеф Добровски, който не познава добре сръбския език. От 1837 до 1847 Вук Караджич води остра полемика с научните кръгове около Сръбската академия, най-вече с Йован Хаджич, известен като Милош Светич, един от основателите на Сръбската академия. През 1847 г. спорът завършва в полза на Вук, след като се намесва неговият млад привърженик Джуро Даничич с научния си труд Войната за сръбския език и правопис.
Независимо от отношението на сръбските книжовници към Вук Караджич, той печели признание в различни страни: приет е за член на няколко научни дружества в Русия, Полша и Германия, защитава докторска титла по философия в Йена.

### Книжовна дейност
Един от най-значителните приноси на Вук Караджич към утвърждаването на народния сръбски като книжовен език, е преводът му на Новия завет, чието първо издание излиза през 1824 г. На практика, с този си превод, Вук ревизизира предходния славяносръбски на Атанасие Стойкович.
Освен това, Вук Караджич издава сборници с народни песни – първите четири големи тома са издадени през 1823-1824 и през 1833 г. През 1836 г. издава сборник с народни пословици. Издава и няколко тома с народни приказки.
По принцип Вук Караджич не бил добре настроен, а отсреща и приет в църковните кръгове, понеже целял всячески да наложи за книжовна норма херцеговинския говор, който бил в тогавашното разнолико море от народни говори, най-далеч от българската езикова територия. По тази причина, се ненавиждал с българските просветители на служба при тогавашния сръбски княз (под властта на който имало много моравски българи) – Михаил Герман и Марко Теодорович.

### Виенски договор
През първата половина на 19 век сред хърватите е популярно илирийското движение, начело на което е Людевит Гай. Една от целите на това движение е, освен обединение на южните славяни - сближаване на техните езици. През 1836 г. кайкавският хърватски език бива заменен с щокавски, който го сближава със сръбския. В резултат на общия стремеж на последователите на Людевит Гай и Вук Караджич през 1850 г. бива съставен т.нар. Виенски договор, който поставя началото на по-късното обединение на сръбски и хърватски в сърбохърватски език. Вук Караджич и Джуро Даничич са двамата сърби подписали Виенския договор.

## Основни трудове
- Малка простонародна славяно-сръбска песнопойка (Мала простонародна словеносербска пјеснарица) (1814)
- Граматика на сръбския език (Писменица сербскога іезика) (1814)
- Сръбски речник (Српски рјечник) (1-во издание 1818, 2-ро издание 1852)
- Додатък към Санктпетербургските сравнителни речници на всички езици и наречия, с особен оглед към български език (Додатак к Санктпетербургским сравнитељним рјечницима свују језика и наречија, с особитим огледима бугарског језика) (1822)
- Първи сръбски буквар (Први српски буквар) (1827)
- Черна Гора и черногорците (Црна Гора и Црногорци) (1837)
- Новия завет (Нови Завјет Господа нашега Исуса Христа) (превод на сръбски) (1-во непълно издание 1824, 1-во пълно издание 1847, 2-ро издание 1857)
- Сръбски наздравици (Српске здравице) (1849)
- Сърбите, всички и навсякъде (Срби сви и свуда) (1849)
- Бока Которска (1849)
- Рисански обичаи (Рисански обичаји) (1849)
- Сръбски народни приказки (Српске народне приповијетке) (1821, 1853, 1870 и др.)
- Сръбски народни песни (Српске народне пјесме) том 1 (1841)
- Сръбски епически поеми (Српске народне пјесме, књига друга у којој су јуначке пјесме најстарије) (1845 и др.)
- Немско-сръбски речник (Deutsch-Serbisches Wörterbuch) 1872

## Цитат
Пиши, както говориш, чети, както е написано [Същността на съвременния сръбски правопис]
На сръбски: Пиши као што говориш и читај како је написано (Piši kao što govoriš i čitaj kako je napisano)